# 終極盤古大陸

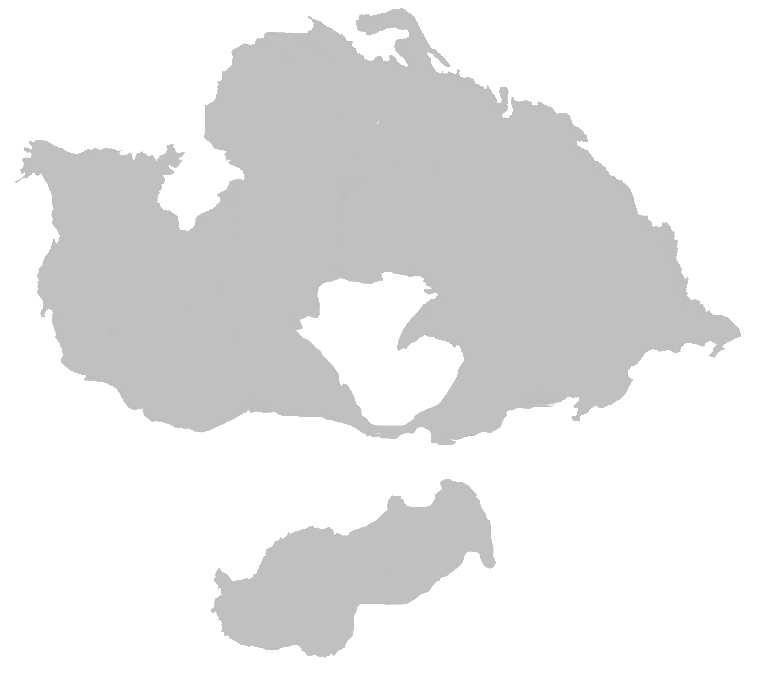
終極盤古大陸可能的大略形狀。

終極盤古大陸（Pangaea Ultima）又名超級盤古大陸，在不同學者的論述中亦被稱為新盤古大陸（Neopangea，但有別於另一版本「新盤古大陸，」）或第二代盤古大陸（ 或 ）。这是一個可能在未來形成的超大陸，亦是相對於阿美西亞大陸的另一派學說。依照超大陸旋迴，終極盤古可能會在2.5億年後形成。這個超大陸是由德克薩斯州大學阿靈頓分校的克里斯多福·史考提斯提出，因為形狀類似盤古大陸，所以被稱為「終極盤古」。
終極盤古大陸的形成過程被認為將有隱沒帶在大西洋西岸，即美洲東岸形成；大西洋中洋脊將被拉入隱沒帶，大西洋和印度洋的洋底盆地（Indian basin）被毀滅，大西洋閉合消失。美洲大陸將與歐洲和非洲大陸碰撞。就像大多數的超大陸，終極盤古大陸的內部可能是極端高熱的半乾燥沙漠。

## 形成
根據終極盤古大陸理論，在大西洋和印度洋沿岸將出現新的隱沒帶使各大陸開始聚合。許多大陸和微大陸預期將撞上歐亞大陸，就像盤古大陸形成時許多大陸撞擊勞倫大陸。
大約5000萬年後，北美洲可能向西移動；而歐亞大陸將向東移動，甚至向南，不列顛群島將向北極靠近，而西伯利亞將南移到亞熱帶地區。非洲將和歐洲、阿拉伯半島相撞，地中海和紅海（特提斯洋的最後殘餘）完全消失。一座新的山脈將從伊比利半島開始延伸通過南歐（新形成地中海山脈），經過中東進入亞洲，甚至可能形成比聖母峰更高的山。類似的狀況發生在澳洲和東南亞相撞，新的隱沒帶環繞澳洲沿岸和延伸到中印度洋；同時南加州和下加利福尼亞半島將和阿拉斯加撞擊形成新的山脈。
約1.5億年後大西洋將停止擴張，並因為大西洋中洋脊進入隱沒帶開始縮小，南美洲和非洲之間的中洋脊可能會先隱沒。印度洋也被認為會因為印度洋海底地殼在中印度洋海溝隱沒而縮小。北美大陸和南美大陸將推向東南。非洲南部將通過赤道到達北半球。澳洲大陸將與南極洲相撞並到達南極點。
當大西洋中洋脊最後的板塊分離區進入美洲沿岸的隱沒帶，大西洋將快速閉合消失，加速終極盤古大陸形成。
2.5億年後，大西洋和印度洋將消失，北美大陸與非洲大陸相撞，但位置會偏南。南美大陸預期將重疊在非洲南端上，巴塔哥尼亞將和印尼接觸，環繞著印度洋的殘餘（稱為印度－大西洋）。南極洲將重新到達南極點。太平洋將擴大並占據地球表面一半。